# Hiroya Hatsushiba
Hiroya Hatsushiba (初芝弘也) est un programmeur de jeux vidéo japonais, fondateur du studio tri-Crescendo et qui fut pendant un certain temps programmeur du son pour Motoi Sakuraba.